# Grand Prix Monaka 1962
Grand Prix Monaka 1962 (oficiálně XX Grand Prix de Monaco) se jela na okruhu Circuit de Monaco v Monte Carlu v Monaku dne 3. června 1962. Závod byl druhým v pořadí v sezóně 1962 šampionátu Formule 1.

## Závod
| Poř.   | No. | Jezdec                  | Konstruktér          | Počet kol | Čas/Odstoupení      | Pořadí na startu | Body |
| ------ | --- | ----------------------- | -------------------- | --------- | ------------------- | ---------------- | ---- |
| 1      | 14  | Bruce McLaren           | Cooper-Climax        | 100       | 2:46:29.7           | 3                | 9    |
| 2      | 36  | Phil Hill               | Ferrari              | 100       | + 1.3               | 9                | 6    |
| 3      | 38  | Lorenzo Bandini         | Ferrari              | 100       | + 1:24.1            | 10               | 4    |
| 4      | 28  | John Surtees            | Lola-Climax          | 99        | + 1 kolo            | 11               | 3    |
| 5      | 2   | Jo Bonnier              | Porsche              | 93        | + 7 kol             | 18               | 2    |
| 6      | 10  | Graham Hill             | BRM                  | 92        | Motor               | 2                | 1    |
| 7      | 40  | Willy Mairesse          | Ferrari              | 90        | Tlak oleje          | 4                |      |
| 8      | 22  | Jack Brabham            | Lotus-Climax         | 77        | Nehoda              | 6                |      |
| Ret    | 34  | Innes Ireland           | Lotus-Climax         | 64        | Palivové čerpadlo   | 8                |      |
| Ret    | 18  | Jim Clark               | Lotus-Climax         | 55        | Spojka              | 1                |      |
| Ret    | 26  | Roy Salvadori           | Lola-Climax          | 44        | Převodovka          | 12               |      |
| Ret    | 16  | Tony Maggs              | Cooper-Climax        | 43        | Převodovka          | 19               |      |
| Ret    | 20  | Trevor Taylor           | Lotus-Climax         | 24        | Únik oleje          | 17               |      |
| Ret    | 4   | Dan Gurney              | Porsche              | 0         | Nehoda              | 5                |      |
| Ret    | 30  | Maurice Trintignant     | Lotus-Climax         | 0         | Nehoda              | 7                |      |
| Ret    | 8   | Richie Ginther          | BRM                  | 0         | Nehoda              | 14               |      |
| DNQ    | 46  | Jo Siffert              | Lotus-Climax         |           |                     |                  |      |
| DNQ    | 24  | Jackie Lewis            | BRM                  |           |                     |                  |      |
| DNQ    | 32  | Masten Gregory          | Lotus-BRM            |           |                     |                  |      |
| DNQ    | 44  | Carel Godin de Beaufort | Porsche              |           |                     |                  |      |
| DNQ    | 42  | Nino Vaccarella         | Lotus-Climax         |           |                     |                  |      |
| DNS    | 38  | Ricardo Rodríguez       | Ferrari              |           | Pouze trénoval      |                  |      |
| WD     | 6   | Roberto Bussinello      | De Tomaso-Alfa Romeo |           |                     |                  |      |
| WD     | 12  | Tony Marsh              | BRM                  |           | Vůz nebyl připraven |                  |      |
| Zdroj: |     |                         |                      |           |                     |                  |      |

## Průběžné pořadí po závodě
Pohár jezdců
|        | Pořadí | Jezdec          | Body |
| ------ | ------ | --------------- | ---- |
|        | 1      | Graham Hill     | 10   |
| 1      | 2      | Phil Hill       | 10   |
| 8      | 3      | Bruce McLaren   | 9    |
| 2      | 4      | Trevor Taylor   | 6    |
| 16     | 5      | Lorenzo Bandini | 4    |
| Zdroj: |        |                 |      |

Pohár konstruktérů
|        | Pořadí | Konstruktér   | Body |
| ------ | ------ | ------------- | ---- |
| 3      | 1      | Cooper-Climax | 11   |
| 1      | 2      | BRM           | 10   |
|        | 3      | Ferrari       | 10   |
| 2      | 4      | Lotus-Climax  | 6    |
| 2      | 5      | Lola-Climax   | 3    |
| Zdroj: |        |               |      |